# Эргодическое распределение

## Определение
Пусть {\displaystyle \{X_{n}\}_{n\geq 0}} - однородная цепь Маркова с дискретным временем и счётным числом состояний. Обозначим
{\displaystyle p_{ij}^{(n)}=\mathbb {P} (X_{n}=j\mid X_{0}=i)}
переходные вероятности за {\displaystyle n} шагов. Если существует дискретное распределение {\displaystyle \pi =(\pi _{1},\pi _{2},\ldots )^{\top }}, такое что {\displaystyle \pi _{i}>0,\;i\in \mathbb {N} } и
{\displaystyle \lim \limits _{n\to \infty }p_{ij}^{(n)}=\pi _{j},\quad \forall i=1,2,\ldots },
то оно называется эргоди́ческим распределе́нием, а сама цепь называется эргоди́ческой.

## Основная теорема об эргодических распределениях
Пусть {\displaystyle \{X_{n}\}_{n\geq 0}} - цепь Маркова с дискретным пространством состояний и матрицей переходных вероятностей {\displaystyle P=(p_{ij}),\;i,j=1,2,\ldots }. Тогда эта цепь является эргодической тогда и только тогда, когда она
1. неразложима;
2. положительно возвратна;
3. апериодична.

Эргодическое распределение {\displaystyle \mathbf {\pi } } тогда является единственным решением системы: 
{\displaystyle \sum \limits _{i=0}^{\infty }\pi _{i}=1,\;\pi _{j}\geq 0,\;\pi _{j}=\sum \limits _{i=0}^{\infty }\pi _{i}\,p_{ij},\quad \,j\in \mathbb {N} }.